# Штурм Берліна
Штурм Берлі́на (англ. Battle in Berlin; 25 квітня 1945 — 2 травня 1945) — одна з останніх операцій радянських військ, у ході якої Червона Армія оволоділа столицею нацистської Німеччини, що призвело до повної капітуляції Нацистської Німеччини.

## Штурм Берліна

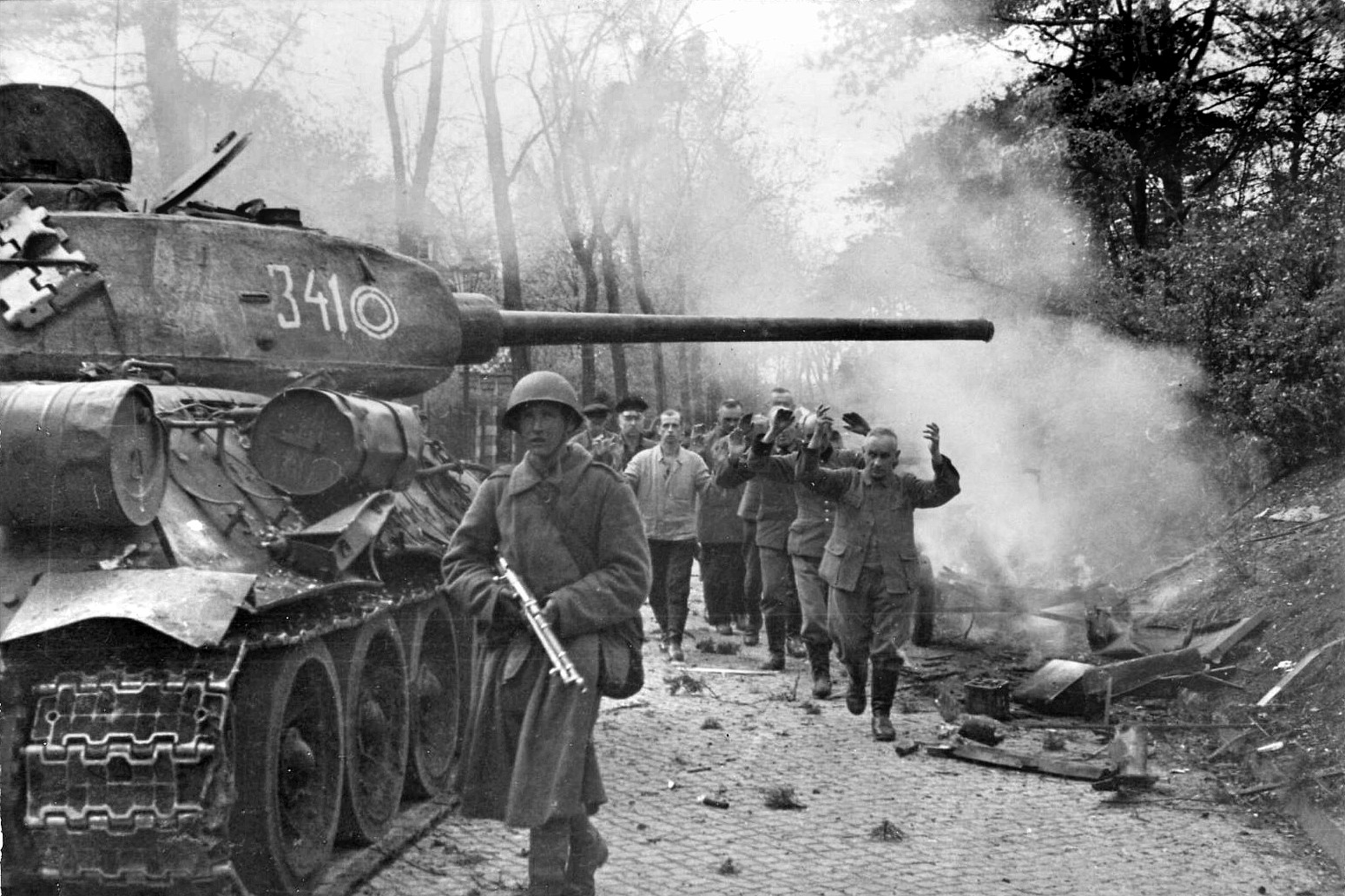
Танк Т-34 з 7-го гвардійського танкового корпусу і полонені ополченці з фольксштурма на вулицях Берліна

О 12 годині ранку 25 квітня 6-й гвардійський мехкорпус 4-й гвардійської танкової армії 1-го Українського фронту та частини 328-ї дивізії 47-ї армії 1-го Білоруського фронту зімкнули фланги на західній околиці німецької столиці. Берлін опинився в оточенні. Трьохсоттисячний гарнізон і вісімдесятитисячне ополчення готувалися битися до останнього патрона.
Гарнізон Берліна оборонявся на площі близько 325 км². Загальна протяжність фронту червоноармійських військ в Берліні складала близько 100 км.